# Alfred Mayssonnié

a Compétitions nationales et continentales officielles uniquement.

b Matchs officiels uniquement.
Xavier Adrien Alfred Mayssonnié (dit Maysso) est un joueur de rugby à XV toulousain, né le 10 février 1884 à Lavernose-Lacasse, mort le 6 septembre 1914 à Osches.

## Biographie
Demi de mêlée, puis ouvreur, il est le stratège de l'équipe de la Vierge Rouge de 1912.
Adjudant au 259e régiment d'infanterie durant la Première Guerre mondiale, il est tué à l'ennemi le 6 septembre 1914 entre Osches et Ippécourt dans la Meuse lors de la première bataille de la Marne.

Sa mémoire est honorée tous les 11 novembre, grâce à une stèle à son effigie, apposée au monument aux morts Héraklès archer de Toulouse sur la place duquel d'éternels boulistes se retrouvent dans la ville rose.

## Palmarès
- 3 sélections en équipe de France (premier joueur international du club) de 1908 à 1910
- Seul Toulousain à disputer le premier match du Tournoi des Cinq Nations de l'équipe de France, en 1910
- Champion de France (et des Pyrénées) en 1912, grâce à un exploit individuel de Maysso
- Également champion de France avec les équipes deuxième, troisième et quatrième du Stade toulousain[2].

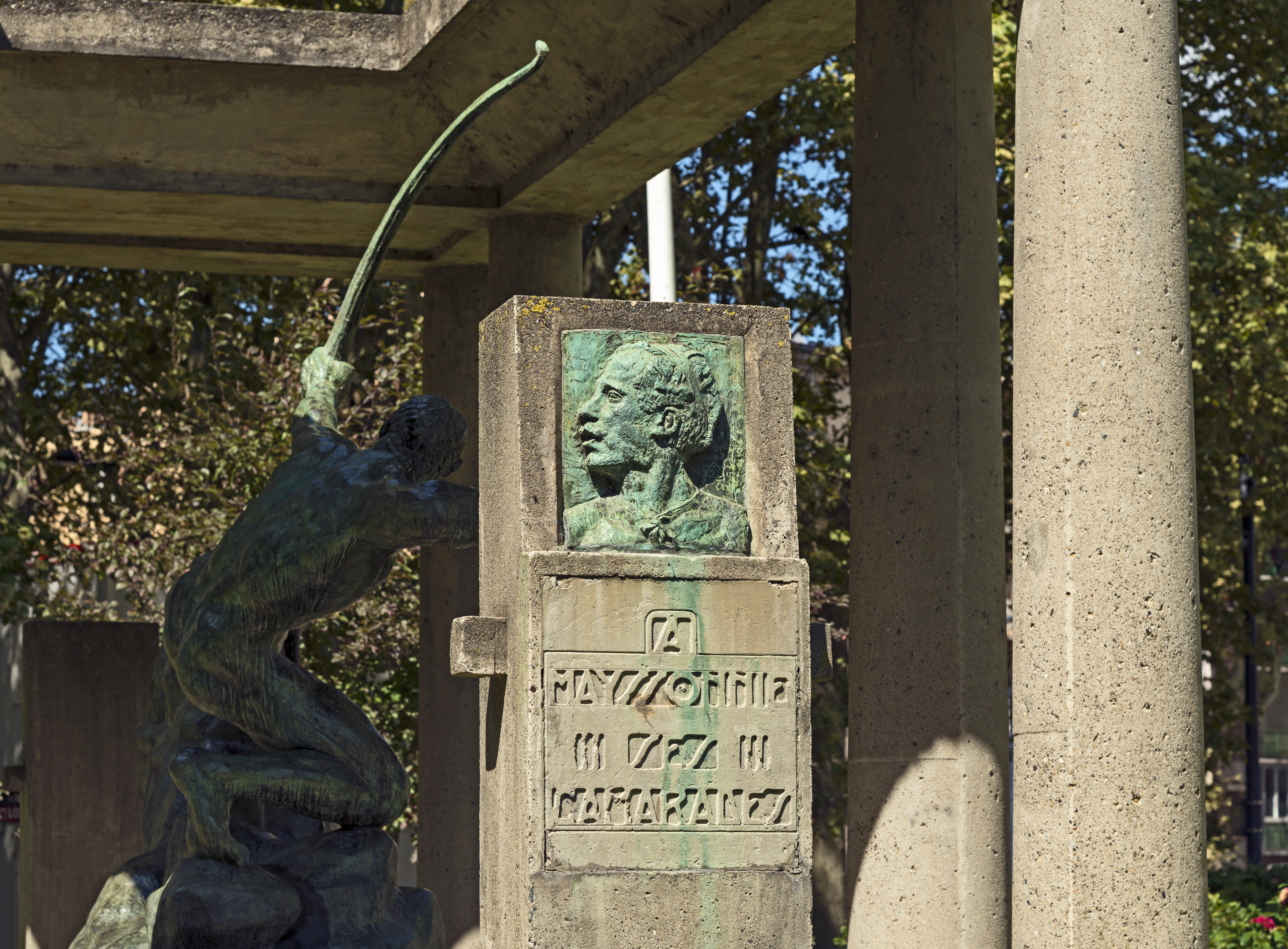
Stèle à la mémoire d'Alfred Mayssonié, Toulouse, par Antoine Bourdelle